# Zwartmaskertangare
De zwartmaskertangare (Ramphocelus nigrogularis) is een zangvogel uit de familie Thraupidae (tangaren).

## Verspreiding en leefgebied
Deze soort komt voor van zuidoostelijk Colombia tot noordelijk Bolivia en westelijk amazonisch Brazilië..